# Jerzy Kurcyusz
Jerzy Kurcyusz (ur. 12 października 1907 w Łomży, zm. 25 listopada 1988) – polski polityk, adwokat, doktor prawa.

## Życiorys
Studiował na Wydziale Prawa UW. Działał w Bratniej Pomocy UW, a w 1931 z ramienia Związku Akademickiego Młodzież Wszechpolska został wybrany na stanowisko jej prezesa. Jednocześnie należał do władz Stronnictwa Narodowego i Obozu Wielkiej Polski z racji prezesury w Radzie Naczelnej MW. Po rozłamie w środowisku narodowym w 1934 znalazł się w kręgu działaczy ONR, następnie należał do gremiów przywódczych ONR „ABC”. Pod koniec 1936 roku wszedł w skład Komitetu Politycznego Organizacji Polskiej i należał do najwyższych władz tej organizacji. W okresie 1936–1937 brał udział w rozmowach na temat porozumienia się ONR „ABC” z obozem piłsudczyków. W 1938 startując do Rady Miasta Warszawy z ramienia komitetu wyborczego Ruchu Narodowo-Radykalnego, został do niej wybrany. W chwili wybuchu wojny, mimo zwolnienia z obowiązku służby wojskowej z racji słabego wzroku, zgłosił się na ochotnika do wojska. Nie został przyjęty z powodu braku broni i pełnił służbę w Straży Obywatelskiej w Warszawie. Pod koniec 1939 podjął decyzję wyjazdu do Francji jako wysłannik kół ONR. Po przybyciu przez Węgry do Francji został skierowany przez generała Władysława Sikorskiego do prowadzenia łączności cywilnej pomiędzy rządem emigracyjnym a okupowanym krajem. I sekr. Ambasady Polskiej, Ankara 1940-43, organizowanie łączności Rządu Emigracyjnego z krajem, praca w zakresie propagandy sprawy polskiej w Londynie 1943-45
W 1947 podjął decyzję o wyjeździe na stałe do Polski. Pracował jako radca prawny, później prowadził w Katowicach praktykę adwokacką. W 1968 obronił pracę doktorską Wewnątrzzakładowy tryb załatwiania spraw dotyczących wypadków przy pracy napisaną pod kierunkiem Andrzeja Stelmachowskiego. W latach osiemdziesiątych wspierał opozycję demokratyczną. Był m.in. doradcą działaczy NSZZ „Solidarność” i obrońcą w procesach politycznych.

## Życie prywatne
Rodzicami Jerzego byli Stanisław Kurcyusz (1880-?) i Teresa z domu Przyrembel (1880-?). Pierwszą żoną była córka prezydenta Warszawy Zygmunta Słomińskiego – Helena, z którą się rozstał. Przed wojną wywołał skandal, wdając się w romans z Marią Rutkowską, żoną Tadeusza Rutkowskiego, siostrą Anny Sucheni Grabowskiej. Z Marią pobrali się w 1947. Ich córką jest sędzia Teresa Kurcyusz-Furmanik i syn Stanisław. Wspólnie wychowywali córkę Marii z pierwszego małżeństwa, Elżbietę Seferowicz.

## Upamiętnienia
W siedzibie Zarządu Regionu Śląsko-Dąbrowskiego NSZZ „Solidarność” w Katowicach w dniu 18 kwietnia 2024 odbyła się ceremonia odsłonięcia i poświęcenia tablicy upamiętniającej Jerzego Kurcyusza. 

## Odznaczenia
W 2006, za wybitne zasługi w działalności na rzecz przemian demokratycznych w Polsce, za osiągnięcia w pracy zawodowej i społecznej, został odznaczony pośmiertnie przez prezydenta Lecha Kaczyńskiego Krzyżem Oficerskim Orderu Odrodzenia Polski.